# Cristoforo Roncalli

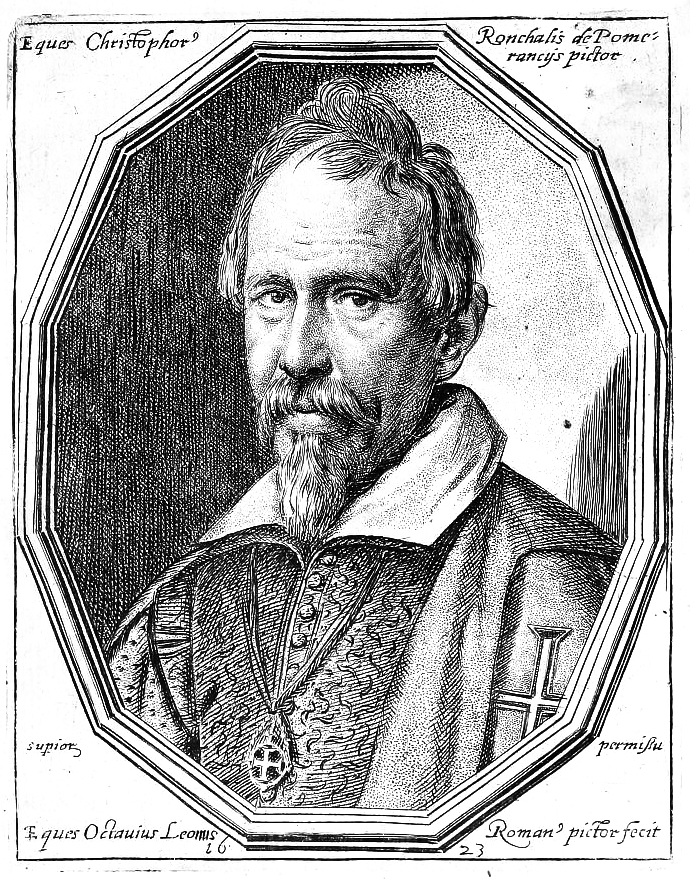

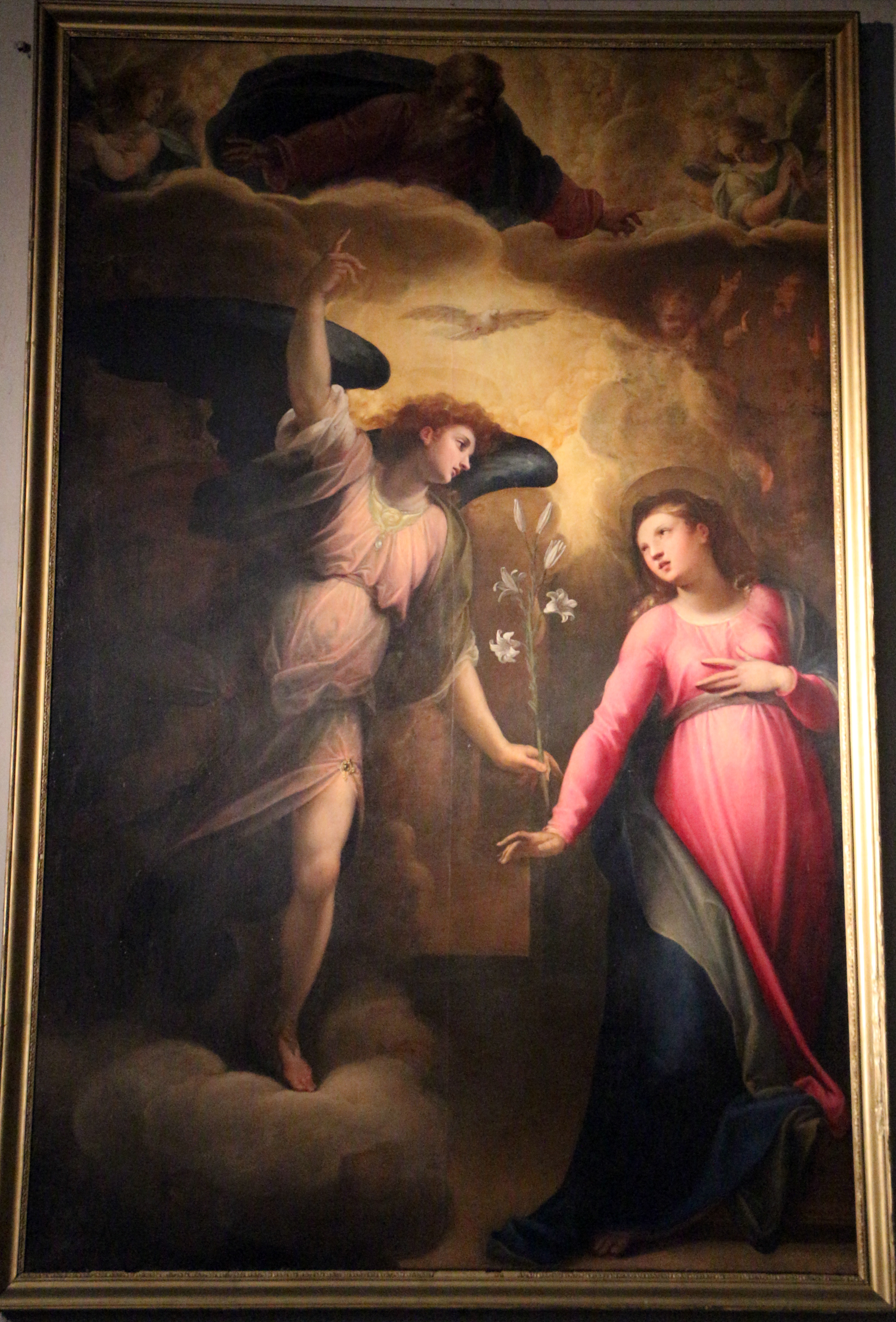
Jungfru Marie bebådelse. Fresk i kyrkan San Giovanni Battista i Pomarance.

Cristoforo Roncalli, kallad Il Pomarancio, född omkring 1552 i Pomarance, Toscana, död 1626 i Rom, var en italiensk målare under manierismen och ungbarocken.
Roncalli har utfört målningar i bland andra kyrkorna Santa Maria in Aracoeli, Santa Maria della Consolazione och Santa Maria in Vallicella samt Palazzo Crescenzi, samtliga belägna i Rom.

### Webbkällor
- ”Pomaràncio, Cristoforo Roncalli detto il”. Enciclopedie on line. Treccani. http://www.treccani.it/enciclopedia/circignani-antonio-detto-il-pomarancio_%28Dizionario_Biografico%29/. Läst 12 mars 2016.